# Ledinghem
Ne doit pas être confondu avec Ledringhem, une commune du département du Nord.
Ledinghem [lədɛ̃ɡɑ̃] est une commune française située dans le département du Pas-de-Calais en région Hauts-de-France. Ses habitants sont appelés les Ledinghémois. La commune est membre de la communauté de communes du Pays de Lumbres.
Le territoire de la commune est situé dans le parc naturel régional des Caps et Marais d'Opale.

## Géographie

### Localisation
Localisée dans le centre du département du Pas-de-Calais, Ledinghem est une commune de la vallée du Bléquin située, à vol d'oiseau, à 10 km au sud-ouest de la commune de Lumbres et à 21 km au sud-ouest de la commune de Saint-Omer (chef-lieu d'arrondissement).
Le territoire de la commune est limitrophe de ceux de six communes.
Les communes limitrophes sont Bléquin, Bourthes, Campagne-lès-Boulonnais, Nielles-lès-Bléquin, Senlecques et Vaudringhem.

### Géologie et relief
La superficie de la commune est de 8,68 km2 ; son altitude varie de 100  à   202 m.

### Hydrographie
Le territoire de la commune est situé dans le bassin Artois-Picardie.
La commune est traversée par le Bléquin, un cours d'eau naturel non navigable de 16,18 km, qui prend sa source dans la commune de Lottinghen et se jette dans l'Aa au niveau de la commune de Lumbres.

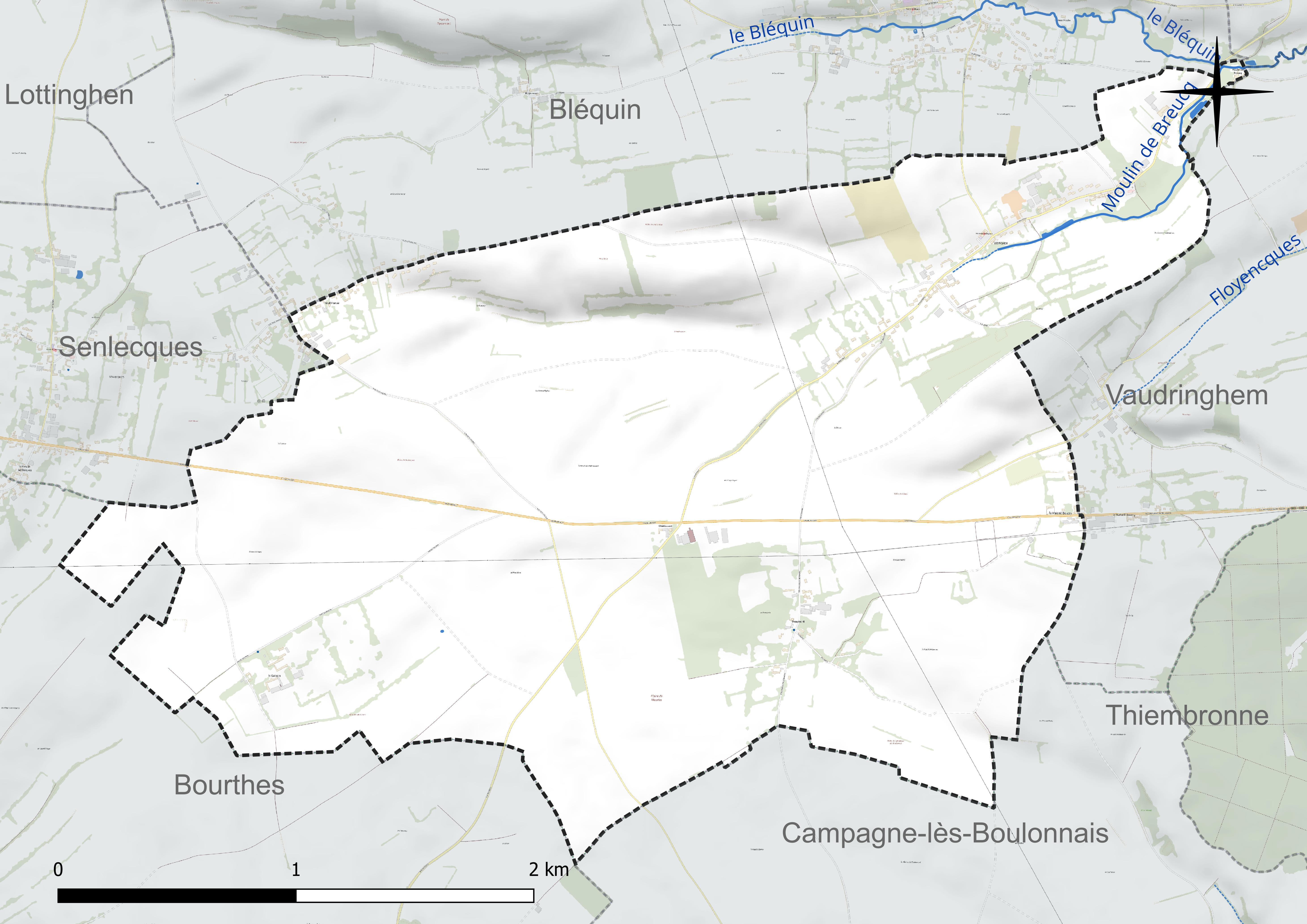
Réseau hydrographique de Ledinghem.

### Climat
Pour des articles plus généraux, voir Climat des Hauts-de-France et Climat du Pas-de-Calais.
En 2010, le climat de la commune est de type climat océanique franc, selon une étude du CNRS s'appuyant sur une série de données couvrant la période 1971-2000. En 2020, Météo-France publie une typologie des climats de la France métropolitaine dans laquelle la commune est exposée à un climat océanique et est dans la région climatique Côtes de la Manche orientale, caractérisée par un faible ensoleillement (1 550 h/an) ; forte humidité de l’air (plus de 20 h/jour avec humidité relative > 80 % en hiver), vents forts fréquents.
Pour la période 1971-2000, la température annuelle moyenne est de 10 °C, avec une amplitude thermique annuelle de 13,3 °C. Le cumul annuel moyen de précipitations est de 1 043 mm, avec 12,9 jours de précipitations en janvier et 8,8 jours en juillet. Pour la période 1991-2020, la température moyenne annuelle observée sur la station météorologique la plus proche, située sur la commune de Nielles-lès-Bléquin à 4 km à vol d'oiseau, est de 10,6 °C et le cumul annuel moyen de précipitations est de 976,9 mm,. Pour l'avenir, les paramètres climatiques de la commune estimés pour 2050 selon différents scénarios d'émission de gaz à effet de serre sont consultables sur un site dédié publié par Météo-France en novembre 2022.
| Mois                                  | jan.           | fév.           | mars          | avril         | mai           | juin          | jui.          | août          | sep.          | oct.          | nov.          | déc.          | année      |
| ------------------------------------- | -------------- | -------------- | ------------- | ------------- | ------------- | ------------- | ------------- | ------------- | ------------- | ------------- | ------------- | ------------- | ---------- |
| Température minimale moyenne (°C)     | 1,8            | 1,9            | 3,5           | 5,5           | 8,1           | 10,9          | 12,9          | 13,2          | 11            | 8,6           | 5,3           | 2,8           | 7,1        |
| Température moyenne (°C)              | 4              | 4,4            | 6,7           | 10            | 12,6          | 15,3          | 17,5          | 17,7          | 15,1          | 11,7          | 7,7           | 5,1           | 10,6       |
| Température maximale moyenne (°C)     | 6,3            | 7              | 10            | 14,4          | 17            | 19,7          | 22,2          | 22,2          | 19,2          | 14,8          | 10,1          | 7,3           | 14,2       |
| Record de froid (°C) date du record   | −12,2 18.01.13 | −14,4 04.02.12 | −6,9 01.03.18 | −2,6 07.04.08 | −0,1 14.05.10 | 3,6 14.06.12  | 6,6 01.07.08  | 7,5 24.08.14  | 4,7 29.09.22  | −0,3 23.10.07 | −6,2 29.11.10 | −9,5 18.12.10 | −14,4 2012 |
| Record de chaleur (°C) date du record | 15 01.01.22    | 17,4 24.02.21  | 23,1 31.03.21 | 25 19.04.18   | 27,3 21.05.20 | 32,8 21.06.17 | 40,8 25.07.19 | 35,5 09.08.20 | 32,1 05.09.13 | 28,3 01.10.11 | 21,2 01.11.15 | 15 19.12.15   | 40,8 2019  |
| Précipitations (mm)                   | 88,9           | 78,4           | 68,9          | 43,6          | 58,1          | 58,1          | 67            | 85,5          | 78,3          | 100,9         | 127,4         | 121,8         | 976,9      |

### Paysages
Pour un article plus général, voir Paysage en France.
La commune s'inscrit dans les « paysages des hauts plateaux artésiens » tels qu’ils sont définis dans l’atlas de paysages de la région Nord-Pas-de-Calais, conçu par la direction régionale de l'Environnement, de l'Aménagement et du Logement (DREAL),.
Ces paysages, qui concernent 77 communes du Pas-de-Calais, se situent à l'extrémité ouest des collines de l'Artois qui traversent le Pas-de-Calais d'Arras au Boulonnais. L'altitude de ces paysages dépassent les 180 mètres. Ces dimensions sont modestes, d'une quinzaine de kilomètres du sud-est au nord-ouest et d'une vingtaine de kilomètres dans sa dimension la plus grande.
Ces « paysages des hauts plateaux artésiens », appelés aussi « Haut Artois », se caractérisent par trois ensembles écopaysagers : 
- l'ensemble mésophile ouvert du plateau artésien calcaire ;
- l'ensemble alluvial des fonds de vallée de la Lys et de l'Aa ;
- l'ensemble calcicole des versants calcaires des vallées[12].

Le « Haut Artois » dispose d'une importante densité de corridors biologiques bien interconnectés.
Dans le « Haut Artois », pas de villes, c'est une des rares terres rurales de la région, les communes les plus importantes sont, du nord au sud, Lumbres, Fauquembergues et Fruges. Le « Haut Artois », drainé par l'Aa et la Lys, constitue le sommet de l'anticlinal artésien, paysage ventée, froid et aux précipitations importantes qui en font le château d'eau régional.
Leș cultures représentent environ 60 % des sols, les prairies entre 26 et 27 %, les bois de 5 à 8 % et les villages et bourgs de 5 à 8 %, l'industrie y est peu présente.

### Milieux naturels et biodiversité

#### Espace protégé
La protection réglementaire est le mode d’intervention le plus fort pour préserver des espaces naturels remarquables et leur biodiversité associée.
Dans ce cadre, la commune fait partie d'un espace protégé : le parc naturel régional des Caps et Marais d'Opale, d’une superficie de 132 499 ha réparties sur 154 communes, géré par le syndicat mixte d'aménagement et de gestion du parc naturel régional des Caps et Marais d'Opale.

#### Zones naturelles d'intérêt écologique, faunistique et floristique
L’inventaire des zones naturelles d'intérêt écologique, faunistique et floristique (ZNIEFF) a pour objectif de réaliser une couverture des zones les plus intéressantes sur le plan écologique, essentiellement dans la perspective d’améliorer la connaissance du patrimoine naturel national et de fournir aux différents décideurs un outil d’aide à la prise en compte de l’environnement dans l’aménagement du territoire.
Le territoire communal comprend une ZNIEFF de type 2 : la vallée du Bléquin et les vallées sèches adjacentes au ruisseau d’Acquin. Cette ZNIEFF se situe sur les marges septentrionales du Haut-Pays d’Artois, en bordure des cuestas du Boulonnais et du pays de Licques.

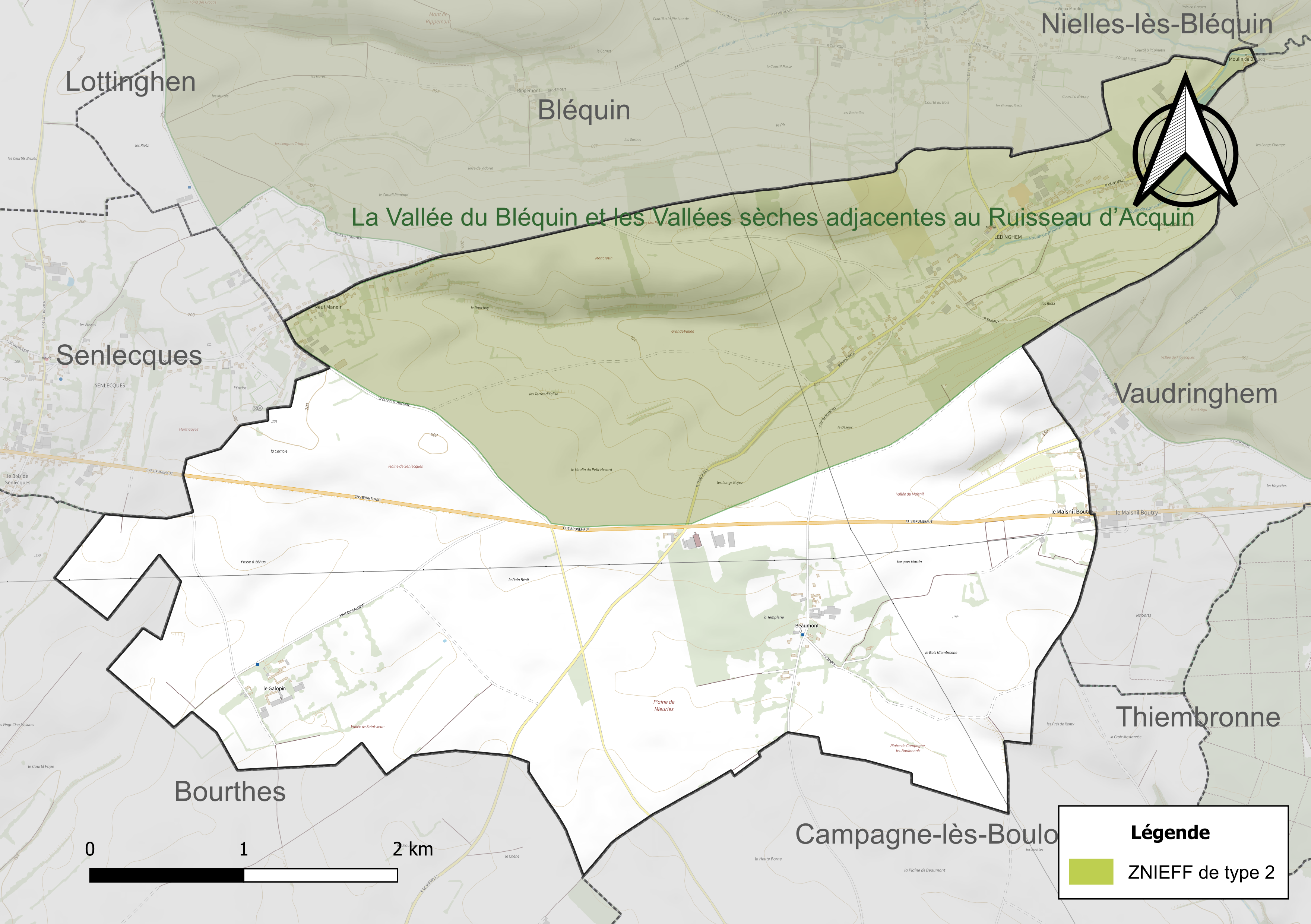
Carte de la ZNIEFF sur la commune.

#### Espèces faunistiques et floristiques
L’Inventaire national du patrimoine naturel (INPN) recense plusieurs espèces faunistiques et floristiques sur le territoire de la commune dont certaines sont protégées et d’autres menacées et quasi-menacées.

## Urbanisme

### Typologie
Au 1er janvier 2024, Ledinghem est catégorisée commune rurale à habitat dispersé, selon la nouvelle grille communale de densité à sept niveaux définie par l'Insee en 2022.
Elle est située hors unité urbaine et hors attraction des villes,.

### Occupation des sols
L'occupation des sols de la commune, telle qu'elle ressort de la base de données européenne d’occupation biophysique des sols Corine Land Cover (CLC), est marquée par l'importance des territoires agricoles (96,9 % en 2018), une proportion identique à celle de 1990 (96,9 %). La répartition détaillée en 2018 est la suivante : 
terres arables (62,5 %), prairies (33,1 %), zones urbanisées (3,1 %), zones agricoles hétérogènes (1,3 %). L'évolution de l’occupation des sols de la commune et de ses infrastructures peut être observée sur les différentes représentations cartographiques du territoire : la carte de Cassini (XVIIIe siècle), la carte d'état-major (1820-1866) et les cartes ou photos aériennes de l'IGN pour la période actuelle (1950 à aujourd'hui).

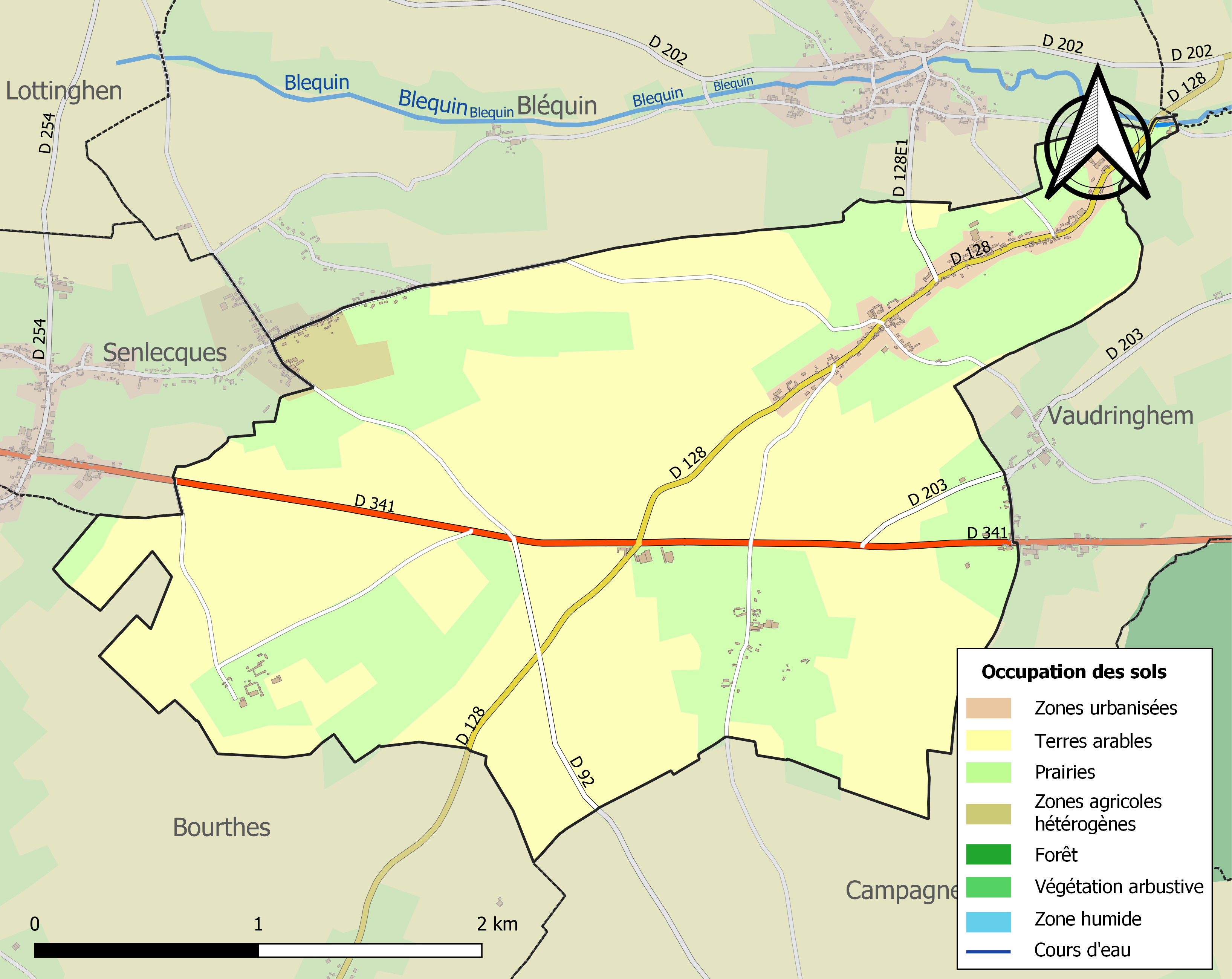
Carte des infrastructures et de l'occupation des sols de la commune en 2018 (CLC).

### Risques naturels et technologiques

#### Risque inondation
À la suite du passage des tempêtes Ciarán, Domingos et Elisa et des inondations et coulées de boue qui se sont produites, la commune est reconnue, par arrêté du 14 novembre 2023, en état de catastrophe naturelle pour inondations et coulées de boue sur la période du 2 au 12 novembre 2023, comme 179 autres communes du département.

## Toponymie
Le nom de la localité est attesté sous les formes Lidingehem (1136), Lidighem (1161), Lidenghien (1168), Liddenghem (1170), Ledingueham (1175), Ledingeham (1177), Ledingheham (1199), Lidinghem (1200), Ledinguehan (1239), Leudinghem (1299), Lodinghem (XIVe siècle), Eldinghem (1730), Aldinghem ou Leding-hem (1739), Ledinghem (1759).
Viendrait de l'anthroponyme germanique Leodo suivi de -ingen « peuple (de) » + heim « demeure, domaine (de) », donnant « domaine du peuple de Leodo ».

### Hameaux et lieux-dits
Vallée des Petits Vaux, le Ronchoy, Plaine de Campagne-lès-Boulonnais, Mont Totin, le Pain Bénit, les Rietz, le Bois Niembronne, Beaumont, la Templerie, les Terres d'Église, Plaine de Mieurles, le Galopin, Fosse à Séhus, le Moulin du Petit Hazard, les Longs Boyez, Grande Vallée, Vallée de Saint-Jean, les Avesnes Canteraines, la Carnoie, Plaine de Senlecques, Bosquet Martin, Vallée du Maisnil, le Déseur, Moulin de Breucq.

## Politique et administration

### Découpage territorial
La commune se trouve dans l'arrondissement de Saint-Omer du département du Pas-de-Calais.

#### Commune et intercommunalités
La commune est membre de la communauté de communes du Pays de Lumbres qui regroupe 36 communes et compte 24 187 habitants en 2021.

#### Circonscriptions administratives
La commune est rattachée au canton de Lumbres.

#### Circonscriptions électorales
Pour l'élection des députés, la commune fait partie de la sixième circonscription du Pas-de-Calais.

### Élections municipales et communautaires

#### Liste des maires
| Période                                  | Période                    | Identité       | Étiquette | Qualité                                                                     |
| ---------------------------------------- | -------------------------- | -------------- | --------- | --------------------------------------------------------------------------- |
| Les données manquantes sont à compléter. |                            |                |           |                                                                             |
| avant 1981                               | ?                          | Marcel Pruvost |           |                                                                             |
| mars 2001                                | 2008                       | Jean Bernard   |           |                                                                             |
| mars 2008                                | En cours (au 25 mars 2022) | Olivier Dufour |           | Agriculteur Réélu pour le mandat 2014-2020, Réélu pour le mandat 2020-2026, |

## Population et société

### Démographie
Les habitants sont appelés les Ledinghémois.

#### Évolution démographique
L'évolution du nombre d'habitants est connue à travers les recensements de la population effectués dans la commune depuis 1793. Pour les communes de moins de 10 000 habitants, une enquête de recensement portant sur toute la population est réalisée tous les cinq ans, les populations de référence des années intermédiaires étant quant à elles estimées par interpolation ou extrapolation. Pour la commune, le premier recensement exhaustif entrant dans le cadre du nouveau dispositif a été réalisé en 2005.

En 2022, la commune comptait 317 habitants, en évolution de −5,37 % par rapport à 2016 (Pas-de-Calais : −0,72 %, France hors Mayotte : +2,11 %).
| 1793 | 1800 | 1806 | 1821 | 1831 | 1836 | 1841 | 1846 | 1851 |
| ---- | ---- | ---- | ---- | ---- | ---- | ---- | ---- | ---- |
| 420  | 385  | 481  | 423  | 446  | 454  | 428  | 437  | 394  |

| 1856 | 1861 | 1866 | 1872 | 1876 | 1881 | 1886 | 1891 | 1896 |
| ---- | ---- | ---- | ---- | ---- | ---- | ---- | ---- | ---- |
| 345  | 360  | 363  | 369  | 376  | 329  | 320  | 338  | 332  |

| 1901 | 1906 | 1911 | 1921 | 1926 | 1931 | 1936 | 1946 | 1954 |
| ---- | ---- | ---- | ---- | ---- | ---- | ---- | ---- | ---- |
| 329  | 311  | 266  | 251  | 275  | 270  | 270  | 257  | 277  |

| 1962 | 1968 | 1975 | 1982 | 1990 | 1999 | 2005 | 2006 | 2010 |
| ---- | ---- | ---- | ---- | ---- | ---- | ---- | ---- | ---- |
| 265  | 230  | 227  | 202  | 208  | 207  | 233  | 236  | 313  |

| 2015 | 2020 | 2022 | - | - | - | - | - | - |
| ---- | ---- | ---- | - | - | - | - | - | - |
| 332  | 327  | 317  | - | - | - | - | - | - |

#### Pyramide des âges
La population de la commune est relativement jeune.
En 2018, le taux de personnes d'un âge inférieur à 30 ans s'élève à 38,9 %, soit au-dessus de la moyenne départementale (36,7 %). À l'inverse, le taux de personnes d'âge supérieur à 60 ans est de 23,6 % la même année, alors qu'il est de 24,9 % au niveau départemental.
En 2018, la commune comptait 172 hommes pour 162 femmes, soit un taux de 51,50 % d'hommes, largement supérieur au taux départemental (48,50 %).
Les pyramides des âges de la commune et du département s'établissent comme suit.
| Hommes | Classe d’âge | Femmes |
| ------ | ------------ | ------ |
| 0,0    | 90 ou +      | 2,5    |
| 4,2    | 75-89 ans    | 3,1    |
| 17,9   | 60-74 ans    | 19,5   |
| 14,9   | 45-59 ans    | 13,8   |
| 23,2   | 30-44 ans    | 23,3   |
| 15,5   | 15-29 ans    | 13,2   |
| 24,4   | 0-14 ans     | 24,5   |

| Hommes | Classe d’âge | Femmes |
| ------ | ------------ | ------ |
| 0,5    | 90 ou +      | 1,6    |
| 5,6    | 75-89 ans    | 8,9    |
| 16,7   | 60-74 ans    | 18,1   |
| 20,2   | 45-59 ans    | 19,2   |
| 18,9   | 30-44 ans    | 18,1   |
| 18,2   | 15-29 ans    | 16,2   |
| 19,9   | 0-14 ans     | 17,9   |

## Culture locale et patrimoine

### Lieux et monuments
- L'église Saint-Folquin.

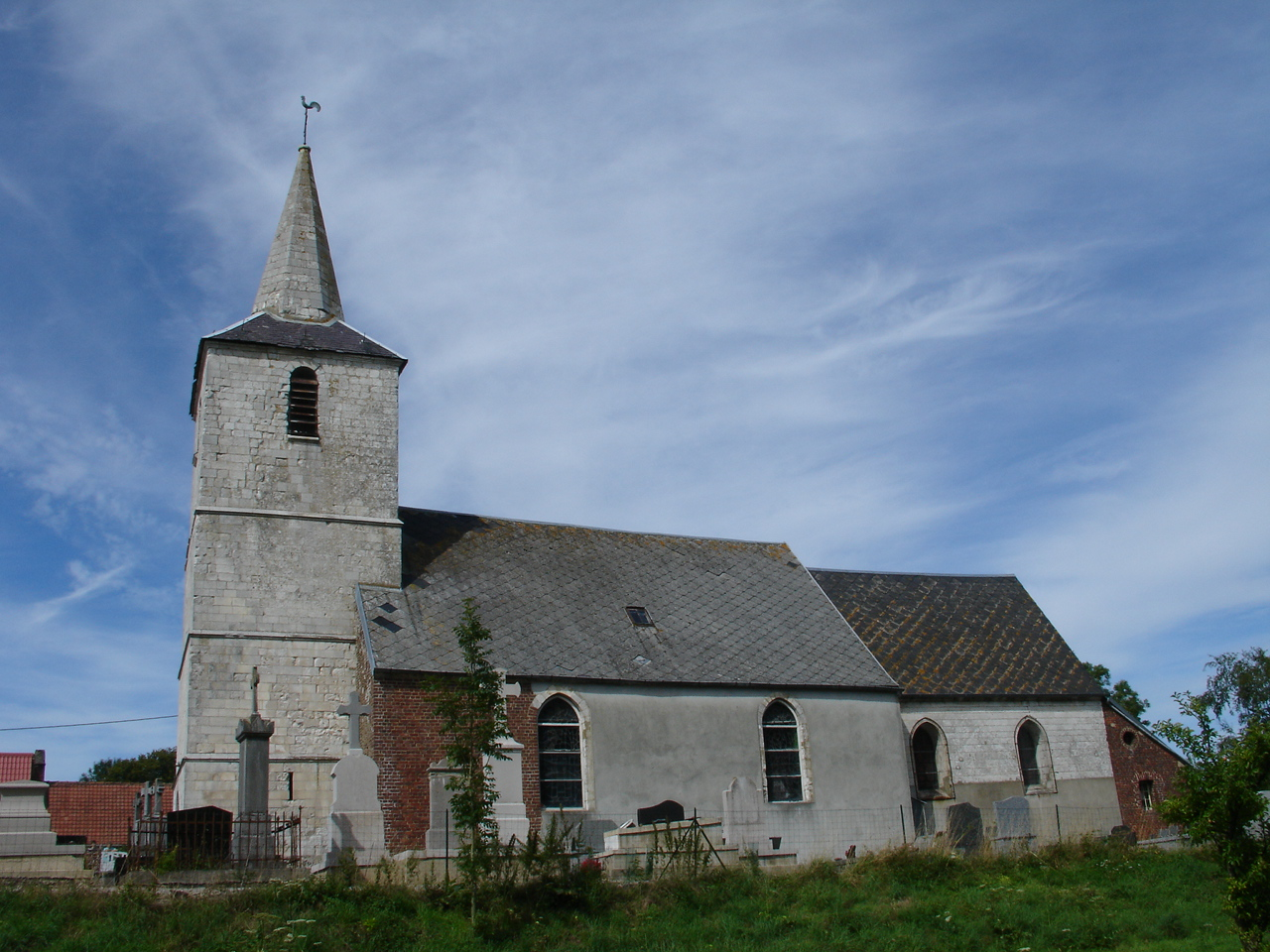
L'église Saint-Folquin.

- Le monument aux morts, surmonté d'une croix latine[40].

### Héraldique
| Blason de Ledinghem | Blason  | D'or au chevron d'azur accompagné de trois maillets de sable. |
| Blason de Ledinghem | Détails | Combinaison des armes de deux anciennes familles, sculptées dans l'église locale, seigneurs du lieu : - la famille de Mametz, qui portait : « d'argent à trois maillets de sable », - la famille de Raullers, qui portait : « d'or au chevron d'azur, accompagné de deux étoiles de sable en chef et d'une rose de gueules en pointe ». Le statut officiel du blason reste à déterminer. |

## Pour approfondir

#### Bases de données, dictionnaires et encyclopédies
- Ressources relatives à la géographie :   - Insee (communes)
  - Ldh/EHESS/Cassini
- Ressource relative à plusieurs domaines :   - Annuaire du service public français
- Notices d'autorité :   - BnF (données)